# Fanø

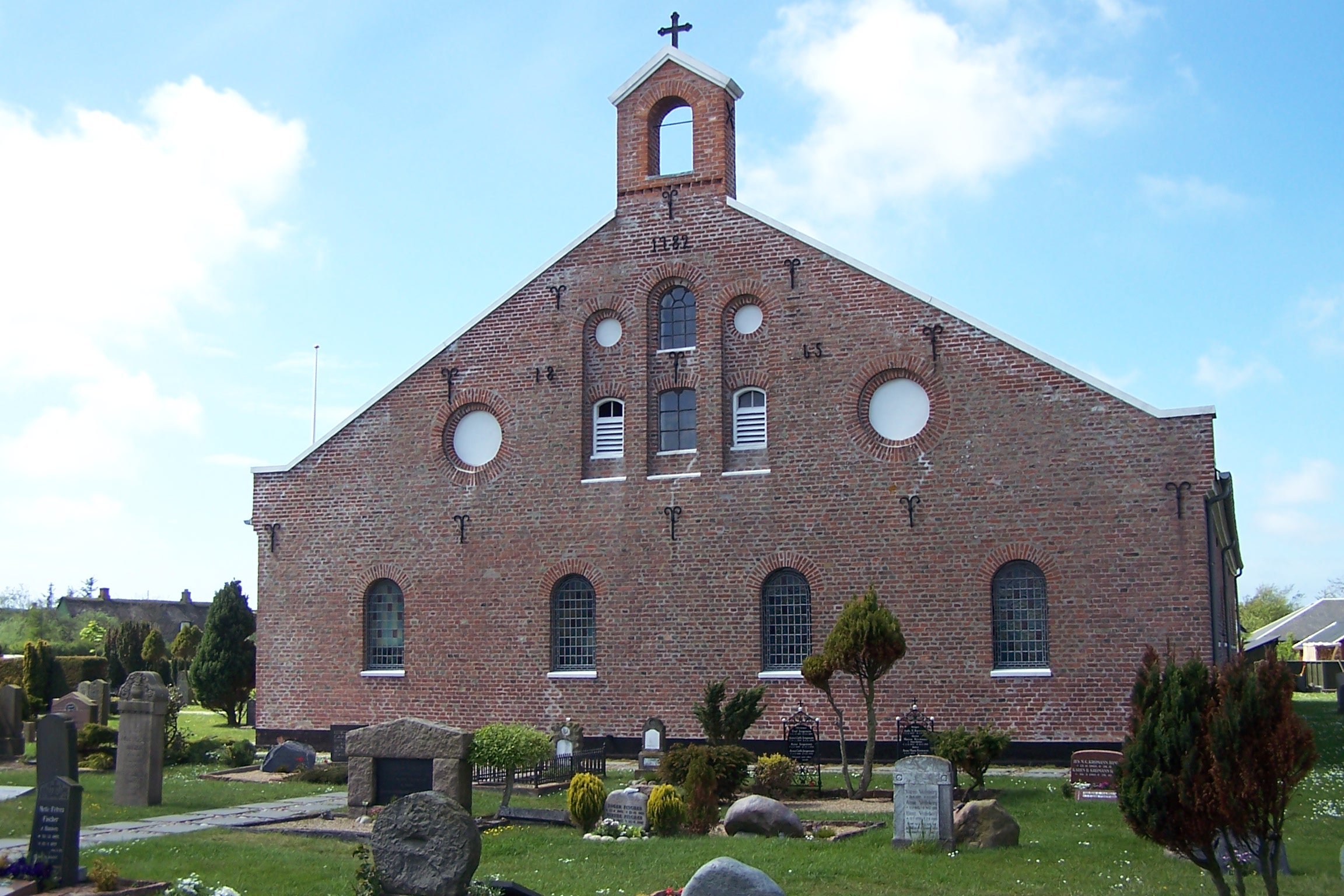
Iglesia de Sønderho.

Fanø es la más septentrional de las islas Frisias, situada entre la isla de Mandø y la península de Skallingen, al este de Jutlandia.
Administrativamente pertenece a Dinamarca, donde constituye un municipio de la región de Dinamarca Meridional. Tiene una superficie de 56 km² donde viven 3.251 personas en 2012.
Se puede acceder con transbordador desde Esbjerg.

## Localidades
Únicamente hay dos localidades con categoría de localidad urbana (en danés, by): Nordby —la capital—, en el norte, y Sønderho, en el sur. El resto de la población vive en áreas rurales.
| Localidades más pobladas de Fanø |           |                  |
| N.º                              | Localidad | Población (2012) |
| 1                                | Nordby    | 2.638            |
| 2                                | Sønderho  | 283              |